# Хэдли, Джон
Джон Хэдли (англ. John Hadley, рус. Гадле́й; 16 апреля 1682 — 14 февраля 1744) — английский математик, более всего известный изобретением октанта, предшественника секстанта, около 1730 года. Американец Томас Годфри изобрёл октант примерно в то же время и независимо от него.

## Биография
Родился в Блумсбери (Лондон), в семье Джорджа Хэдли и Кэтрин Фицджеймс. Его младший брат, Джордж Хэдли-младший, впоследствии стал известным метеорологом.
В 1717 году Джон Хэдли стал членом (а затем и вице-президентом) Лондонского королевского общества. 6 июня 1734 он женился на богатой женщине Элизабет Ходжес. У них был один ребёнок, сын Джон, который родился в 1738 году.
Хэдли также известен разработкой асферических и параболических зеркал для объектива телескопа. В 1721 году он продемонстрировал первый такой телескоп в Королевском обществе. Он имел зеркало диаметром 6 дюймов (150 мм) и выгодно отличался от громоздких воздушных телескопов того времени. Хэдли также создавал телескопы системы Грегори.
Умер в Ист-Барнете (Хартфордшир). Его именем названы гора Хэдли и борозда Хэдли на Луне. Академия британского христианского благотворительного фонда Oasis в Пондерс-Энд в боро Энфилд названа в его честь Oasis Academy Hadley.